# Romain Daubié
Pour les articles homonymes, voir Daubié.
Romain Daubié, né le 5 mai 1980 à Villeurbanne (Rhône), est un avocat et homme politique français.
Membre des Républicains jusqu'en 2022, puis du Modem, il est député de la 2e circonscription de l'Ain depuis 2022. Il est par ailleurs conseiller départemental de l'Ain depuis 2015, élu avec Élisabeth Laroche dans le canton de Meximieux.
Il a été maire de Montluel de 2014 à 2022.

## Biographie

### Jeunesse et études
Romain Daubié est diplômé en droit, titulaire d'un master en droit des affaires et fiscalité obtenu à l'université Jean-Moulin-Lyon-III en 2004 et d'un master en droit et management international obtenu à HEC Paris en 2005.

### Parcours politique
En 2014, il est tête de liste pour les élections municipales de Montluel, qu'il remporte avec 56,58 % des suffrages, face au maire sortant Jacky Bernard (PS). Il est réélu en 2020 au 1er tour avec 75,16 % des voix. Touché par loi sur le cumul des mandats à la suite de son élection comme député, il est considéré comme démissionnaire d'office, le 29 août 2022, de son mandat de conseiller municipal de Montluel et donc de sa fonction de maire par la Préfecture sans qu'il ait formellement démissionné.
Lors des élections départementales de 2015 sur le nouveau canton de Meximieux (fusion des cantons de Meximieux et de Montluel), il remporte les élections avec 60,98 % des voix. Il est réélu en 2021 avec 76,22 % des suffrages.
En 2022, il annonce qu'il ne renouvellera pas son engagement aux Républicains en raison de désaccords profonds.
Le 19 juin, il est élu député de la deuxième circonscription de l'Ain avec 58,34 % des voix et succède à Charles de La Verpillière. Sans étiquette mais se définissant comme « divers droite », il siège dans le groupe démocrate, MoDem et indépendants, le Modem ayant soutenu sa candidature.
En 2024, il est réélu face au candidat du RN Andréa Kotarac avec 55,09 %, profitant au deuxième tour du retrait de l'écologiste (LE) Maxime Meyer. Avant et pendant sa campagne, il est étiqueté par les médias comme appartenant au Modem, et apparaît sur le site du parti.

## Mandats
- 2014-2022 : maire de Montluel
- 2021-2022 : vice-président du conseil départemental de l'Ain
- depuis 2015 : conseiller départemental du canton de Meximieux
- depuis 2022 : député de la 2e circonscription de l'Ain